# Panaci
Panaci est une commune roumaine située dans le județ de Suceava.